# Mark Jansen
Pour les articles homonymes, voir Jansen.
Mark Jansen est un guitariste et chanteur de metal néerlandais, né le 15 décembre 1978.

## Parcours
Il fut le cofondateur du groupe After Forever avec Sander Gommans, et l'auteur de la plupart des paroles des chansons du groupe depuis leur album Prison of Desire. 
Il quitta After Forever en 2002 à la suite de divergences quant à l'orientation future du groupe.
La même année, Mark Jansen crée le groupe Epica (d'abord nommé Sahara Dust) avec la chanteuse Simone Simons.
En 2010 il décide de fonder un nouveau groupe de death metal à tendance symphonique composé de trois autres membres d'Epica : Mayan.
Ce groupe tourne exclusivement sur des thèmes abordant la civilisation maya.
Le premier album de Mayan : Quarterpast est sorti en mai 2011 et invite un grand nombre de guests sur quelques chansons (dont Simone Simons et Floor Jansen).